# 謝瑞珊
謝瑞珊（1985年—），台灣女性企業家，「Woomanpower女力學院」共同創辦人。部落客與專欄作家。元智大學資訊管理學系畢業。曾到法國里昂商學院交換生，畢業後任職群創光電軟體工程師，半年後轉職到瑞星管理顧問公司擔任獵頭（headhunter），在2020年創辦「Woomanpower 女力學院」。